# GeForce 9

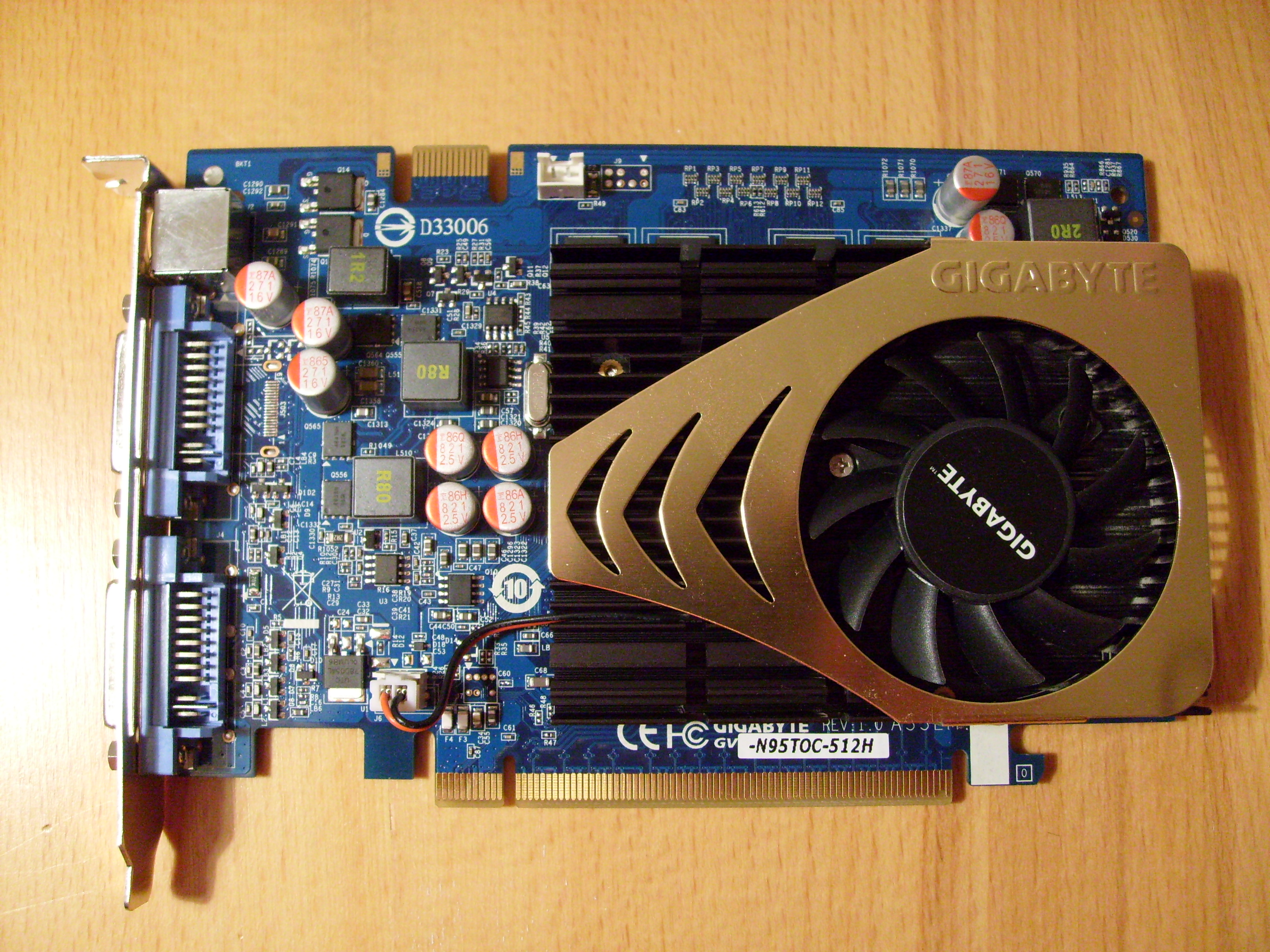
Відеокарта Gigabyte з чипом NVIDIA Geforce 9500 GT

Geforce 9 (NVIDIA) — дев'яте покоління графічних мікропроцесорів, що з'явилися вперше 29 лютого 2008 року.

## Серія Geforce 9800

### NVIDIA GeForce 9800 GX2
- Шина PCI Express 2.0;
- Два графічні ядра G92-450 (65 нм), що функціонують на частоті 600 МГц;
- 256 (2 x 128) потокових процесорів, що працюють на частоті 1500 МГц;
- 1 Гб (2 x 512 Мб) GDDR3 відеопам'яті з 256-бітовим інтерфейсом і частотою 1000 МГц;
- Споживана потужність становить 250 Вт;
- Сумісність з DirectX 10.0 Shader Model 4.0.

### NVIDIA GeForce 9800 GTX+
- Шина PCI Express 2.0;
- Графічне ядро G92b-400 (55 нм), що функціонує на частоті 738 МГц;
- 128 потокових процесорів, що працюють на частоті 1836 МГц;
- 512 Мб GDDR3 відеопам'яті з 256-бітовим інтерфейсом і частотою 1100 МГц;
- Споживана потужність становить 168 Вт;
- Сумісність з DirectX 10.0 Shader Model 4.0;
- Підтримка 3-way SLI.

### NVIDIA GeForce 9800 GTX
- Шина PCI Express 2.0;
- Графічне ядро G92-400 (65 нм), що функціонує на частоті 675 МГц;
- 128 потокових процесорів, що працюють на частоті 1688 МГц;
- 512 Мб GDDR3 відеопам'яті з 256-бітовим інтерфейсом і частотою 1100 МГц;
- Споживана потужність становить 168 Вт;
- Сумісність з DirectX 10.0 Shader Model 4.0;
- Підтримка 3-way SLI.

### NVIDIA GeForce 9800 GTS
- Шина PCI Express 2.0;
- Графічне ядро, що функціонує на частоті 600 МГц;
- 128 потокових процесорів, що працюють на частоті 1500 МГц;
- 512 Мб GDDR3 відеопам'яті з 256-бітовим інтерфейсом і частотою 900 МГц;
- Сумісність з DirectX 10.0 Shader Model 4.0.

### NVIDIA GeForce 9800 GT
- Шина PCI Express 2.0;
- 112 потокових процесорів;
- 1024 або 512 МБ GDDR3 відеопам'яті з 256-бітовим інтерфейсом;
- Сумісність з DirectX 10.0 Shader Model 4.0.

## Серія GeForce 9600

### NVIDIA GeForce 9600 GT
- Шина PCI Express 2.0;
- 64 потокових процесора;
- Техпроцесс 65 нанометрів;
- Частота графічного процесора 650 МГц;
- Частота роботи відео пам'яті 900 МГц;
- Частота шейдерів 1600 МГц;
- 512 Мб GDDR3 відеопам'яті з 256-бітовим інтерфейсом;
- Сумісність з DirectX 10.0 Shader Model 4.0;
- Кількість транзисторів в ядрі графічного процесора 505 мільйонів;
- Площа ядра графічного процесора- 240мм;

### NVIDIA GeForce 9600 GSO
- Шина PCI Express 16x;
- 96 потокових процесорів;
- 384 Мб GDDR3 відеопам'яті з 192-бітовим інтерфейсом;
- 768 Мб Gddr3 відеопам'яті з 192-бітовим інтерфейсом;
- Сумісність з DirectX 10.0 Shader Model 4.0.

## Серія GeForce 9500

### NVIDIA GeForce 9500 GT
- Шина PCI Express 2.0;
- 32 потокових процесора;
- 512—1024 Мб Gddr3 відеопам'яті з 128-бітовим інтерфейсом;
- Сумісність з DirectX 10.0 Shader Model 4.0.

### NVIDIA Geforce 9500 GS
- Шина PCI Express 2.0;
- 32 потокових процесора;
- 768 Мб GDDR2 відеопам'яті з 64-бітовим інтерфейсом;
- Сумісність з DirectX 10.0 Shader Model 4.0

### NVIDIA Geforce 9500m GS
- Шина PCI Express 2.0;
- 32 потокових процесора;
- 512 Мб (можна розширити до 1024 Мб за рахунок системної оперативної пам'яті) GDDR3 відеопам'яті з 128-бітовим інтерфейсом;
- Сумісність з DirectX 10.0 Shader Model 4.0
- Вихід HDMI